# 庄群施
庄群施（1986年2月26日—2023年11月28日），为马来西亚女子组合四个女生成員之一。出生于馬來西亞玻璃市加央；前为星乐娱乐集团旗下艺人，后创立个人唱片公司发行贺岁专辑和单曲。

## 童星时期
- 童星時代，莊群施曾經參加不同的選美比賽和歌唱比賽。
- 1988年，才2岁半的莊群施就已經开始便参加雜誌举办的寶寶競賽，5歲參加攝影比賽（當模特兒），7歲參加檳城慈善小公主選美比賽，有多次获得冠军的纪录。同時，莊群施也開始參加一些歌舞團登台演唱，後在八歲時被雅歌企业發掘並簽為旗下童星。
- 1995年，她就發了首張專輯《賣餛飩》以及與王雪晶合作的《雙星報喜》。早期曾經與王雪晶、邱燕妮（小妮妮）、陳金燕（金燕子）和前任公司雅歌企业群星發合輯[1]。

## 少女时期
- 2000年，就與搭檔王雪晶、好友邱燕妮（小妮妮）和陳金燕（金燕子）被威揚娱乐組合成四個女生。
- 2005年後，組員陳金燕(金燕子)因要到外地留學而正式退出組合。王雪晶，邱燕妮(妮妮)和莊群施繼續以三人組姿態，M-Girls得以繼續運作。2005年，威扬娱乐和威扬发行合并成威扬集团，三位成员的合约并转至威扬集团。2009年，威扬集团和星乐娱乐集团合并，三位成员的合约转至星乐娱乐集团。
- 2010年後，M-Girls與公司的合約結束，群施當時以為公司會以M-Girls的名義繼續組合，但公司早已安排好以王雪晶、邱燕妮（妮妮）和鐘盛忠組成三大皇牌。因此，此年庄群施并无发任何贺岁专辑，也是群施身为艺人至今首次未曾发任何专辑[2][3]。2012年，莊群施找來了好友涂迎薇一同再次發賀歲專輯《年味》。全新主打歌《年味》是由呂俊梁為群施和薇薇量身訂做，其MV 更拉隊到群施的家鄉玻璃市州拍攝。這張專輯由丽声唱片发行，和星乐娱乐集团无关。[4]
- 2013年，与四個女生M-Girls其成員王雪晶、邱燕妮（阿妮）找回舊搭檔燕子复合成組合，再次團聚，重新签约星乐娱乐集团。莊群施也曾經主持綜藝節目和娛樂性節目；也在演藝方面拍過電視劇和電影。

## 往後發展
- 2018年，莊群施首次獨挑大樑自資自製賀歲專輯《今年你最好》。這張自資五位數的專輯共有七首歌曲，包括同名主打以及《O! Let's Go》兩手全新創作。這次，終於掌握大權的莊群施大膽跳脫紅彤彤的傳統賀歲風格，以清新及歡樂的方式呈現，並且畫面呈現也會以時尚、流行為主。[5]
- 2019年，推出贺岁专辑《春天的愿望》。今年她邀来师妹练倩汶、网红碰碰姐弟、庞捷忆和庞圭武为专辑助阵。主打歌《春天的愿望》走edm风，MV还是在零下7度的冰雪世界里面拍摄。[6]
- 2020年，推出贺岁专辑《春风笑了》。这次联同好友曾国辉、练倩汶推出的《春风笑了》走的是时尚清新风，主打歌《鼠报平安》由贺岁金牌制作人邓智彰打造、另外的《春风笑了》、《热情分享》同样满心欢喜。[7]其中《春风笑了》的MV还是一部微电影。[8]
- 2021年，莊群施在新冠肺炎疫情下發表了賀歲專輯《牛起來》。莊群施在接受訪問時表示，當時最大的收穫就是隨機應變、見機行事的能力提升。她表示，當時真的很不容易，有很多限制，尤其是進行MV拍攝期間，必須緊貼政府宣布的防疫標準作業程序。莊群施在這張專輯也翻唱了鄧智彰作品《春天的夢想》。她表示，“不需要打鑼大鼓的賀歲歌曲，尤其是現在這樣的情形（新冠肺炎疫情）”，她一開始有擔心粉絲不喜歡，但收到正面的評語，“如果這首歌能夠感動自己，相信也可以感動別人”。[9]
- 2022年，推出賀歲專輯《好好好》。這個賀歲輯也是由鄧智彰打造，收錄3首原創曲，包括主打歌《好好好》、《大寫的圓》和《春天的衝勁》，主打Young派風格。今年，莊群施一樣推出USB專輯，周邊還有紅包封、以及印有她肖像的麻將紙牌。[10]

## 逝世
2023年11月28日早上10時許，庄群施在雪蘭莪白沙羅為马来西亚短視頻平台「Squad Sekawan」拍攝影片时，突然呼吸困難，暈眩嘔吐，手脚冰冷并嘴唇发紫，救護車來到之後已經沒有呼吸，訃聞發出後不少粉絲發文哀悼，享年37歲。有些醫師評論稱根據在場人描述，還有男友稱當日並無異樣就突然昏迷，與很多年輕患者在沒有病史的情況下突然過世相似，可能是遇到急性血管瘤，而據親朋透露经解剖后证实死因是腦出血，遺體運回出生地玻璃市治喪。

2023年12月2日，庄群施的灵柩移至吉北伍佰廊太平山莊火化，她的骨灰安置在太平山庄。

## 音樂作品

### 早期作品

#### 兒童/民謠
莊群施（个人）
- 卖馄饨（1995）
- 神奇電腦（1997）

莊群施、蘇立達
- 金童玉女（1994）

莊群施、王雪晶
- 花花絮絮（1995）

莊群施、王雪晶、金燕子
- 山歌黃梅調（1999）
- 民謠Folk Songs 2 in 1（2000）

#### 賀歲專輯
- 莊群施、王雪晶—雙星報喜 I、II（1995-1996）
- 莊群施、郭素妘、许静宜—三星報喜（1998）
- 莊群施、陳家琳—新春嘉年華（1997）
- 莊群施、王雪晶、金燕子、雅格群星—兔氣揚眉慶新年（1999）
- 莊群施、王雪晶、金燕子—三星拱照慶龍年（2000）

### 流行專輯/EP
- 四个女生—My Love Online (2001)VCD/CD
- 四个女生—耍花样 (2003)VCD+CD/Karaoke VCD
- 四个女生—笨金鱼 (2004)VCD+CD
- 四个女生—爱情密码 (2004)耍花样+笨金鱼影音MV精选集 Karaoke VCD
- M-Girls—尼罗河 (2005) CD+DVD/CD+VCD
- 四个女生—My Way (2013) 同名迷你CD
- 庄群施 & 张瀚元一（2017）男女对唱单曲《爱 Don't Be Shy》

### 賀歲專輯
M-Girls 四个女生
- 開心迎接豐收年 (2001)
- 飛跃新年  (2002)
- 新年YEAH!  (2003)
- 春风催花开  (2004)
- 开心年 (2005)
- 同庆共乐 (2006)
- 世外桃源 (2007)
- 福禄寿星拱照·花仙子  (2008)
- 桃花开了  (2009)
- 金玉满堂  (2010)
- 团聚  (2013)
- 真欢喜 (2014)
- 新春佳期 (2015)
- 年来了 (2016)
- 过年要红红 (2017)

其他组合
- 八大巨星好日子 (2007)
- 年味 (2012)
- 双星报喜 (2019)
- 回家过年 (2019)
- 春回大地贺新年 (2022)
- 噼哩啪啦过好年 (2023)
- 致今年 (2023)
- Happy龙龙Way (2024) (遗作)
- 有福 (2024) (遗作)
- 一家齐团圆 (2024) (遗作)

个人贺岁专辑
- 今年你最好 You Are The Best! (2018)
- 春天的愿望 Spring Wishes (2019)
- 春风笑了 Joyous Spring Breeze (2020)
- 牛起来 Happy Niu Year (2021)
- 好好好 Good, Better, Best! (2022)
- 兔年回家快乐 Happy Homecoming (2023)
- 好运气 Good Luck (2024)

## 影视作品

### 电视剧
- 2000年《童话的天空》
- 2001年《小岛物语》
- 2005年《别说爱情苦》
- 2005年《美丽人生》
- 2006年《恭喜发财婆婆》
- 2010年《相亲相爱庆虎年》
- 2012年《心中有鬼》
- 2013年《滋味人生》
- 2014年《乐在回乡》(未上映)
- 2014年《马到功成风水年》
- 2014年《我们都是大赢家》
- 2014年《双子情人》
- 2013年《14km》小琴
- 2011年—2013年轻松下厨 I、II
- 2013年《让爱复原》的丽菲
- 2014年《过去》演静宜
- 2012年钟嘉玲
- 2012年《平平安安》莉莉
- 2012年《囚鸟》莉莉
- 2014年《重案狙击》
- 2016年《爱丽丝历险记》Mickey
- 2017年《逆光成长》庄老师
- 2020年《师出名门》Miki
- 2023年《兴福茶室》阿娴（友情客串）
- 2023年《女神请登录》安娜（友情客串）
- 2024年《明星真人秀》林玉雪（遗作）

### 电影
- 2015年《最烂学生3》 饰演 佳佳

### 综艺节目嘉宾
- 2012年 ntv7《大人来了》
- 2019年 八度空间《Durian Kaya Teh Tarik》
- 2022年 Astro AEC《Astro经典名曲歌唱大赛2022》
- 2023年 Astro AEC《脚踏食地之一游他乡》
- 2023年 Astro欢喜台《就是爱欢喜》
- 2023年 RTM TV2《你怎么说》

## 代言广告
- 《VISS》品牌鞋子代言
- 《马来西亚剑侠情缘网络版》游戏代言

## 外部鏈接
- 庄群施的Facebook專頁
- 庄群施的Instagram帳戶
- YouTube上的庄群施頻道
- 庄群施在豆瓣上的资料（简体中文）